# 스커트 속의 드라마
"스커트 속의 드라마"(A Drama Under A Skirt)는 한국에서 제작된 장영일 감독의 1997년 드라마, 에로, 멜로/로맨스 영화이다. 조형기 등이 주연으로 출연하였고 황금철 등이 제작에 참여하였다.

## 출연

### 주연
- 조형기
- 김보연
- 이승현
- 유성

### 조연
- 강철수
- 홍성선
- 박재호
- 장새미
- 차영옥
- 박소하

## 기타
- 조명: 손달호